# Bullshit (TV-serie)
Bullshit är en dansk dramaserie som hade premiär på strömningstjänsten Prime Video den 19 april 2024. Serien är skapad av Milad Alami, Bo Hr. Hansen och Molly Malene Stensgaard. Seriens första säsong består av sex avsnitt har spelats in i Köpenhamn.
Serien är baserad på Camilla Stockmann och Janus Køster-Rasmussens bok Bullshit – historien om en familj.

## Handling
Bullshit fokuserar på det första stora mc-kriget i Danmark som ägde rum på 1980-talet. Den handlar om de rotlösa ungdomarna på Vestamager i Köpenhamn som genom att träffas på ungdomsklubbar på 1970-talet finner en gemenskap för att senare bilda den ökända mc-klubben Bullshit.

## Rollista (i urval)
- Alba August – Pia
- Marco Ilsø – Henning
- Vic Carmen Sonne – Bettina
- Clint Ruben – Steen
- Jakob Cedergren
- Niklas Herskind
- Nicolaj Kopernikus